# Collingwood Ingram
Collingwood "Cherry" Ingram (Londres, 30 de outubro de 1880 — Benenden, 19 de maio de 1981) foi um ornitologista, botânico, colector de plantas e jardineiro, considerado uma das maiores autoridades em matéria de cerejeiras de flor do Japão.

## Biografia
Collingwood Ingram foi filho de Sir William Ingram e de Mary Eliza Collingwood, nascida Stirling, filha do político australiano Edward Stirling.
Era neto de Herbert Ingram, o fundador do The Illustrated London News. Sir William Ingram  sucedeu a Herbert como proprietário do jornal, e era irmão de Bruce Ingram, editor entre 1900 e 1963. O tio de Collingwood, Sir Edward Charles Stirling, era um conhecido antropólogo, fisiólogo e director de museu, que ao longo da sua carreira manifestaria grande interesse pelo estudo do mundo natural.
A 17 de outubro de 1906, Collingwood casou com Florence Maude Laing, a única descendente de Henry Rudolph Laing, e o casal teve quatro filhos.
Durante a Primeira Guerra Mundial foi inicialmente recutado para Batalhão de Ciclistas de Kent (Kent Cyclist Battalion) e foi depois nomeado oficial controlador do Royal Flying Corps e da Royal Air Force. Na Segunda Guerra Mundial foi comandante de uma unidade local da Home Guard em Benenden, Kent.
Foi um grande coleccionador de arte japonesa, especialmente netsuke, tendo legado a sua colecção ao British Museum.
Nos primeiros anos da década de 1900, Sir William Ingram contratou Wilfred Stalker para colectar peles de aves na  Austrália, que Collingwood para identificar e catalogar no Natural History Museum de Londres, tarefa de que resultou a sua primeira grande publicação.
Em 1907 ele colectou no Japão e em resultado desse trabalho foi feito membro honorário da Sociedade Ornitológica do Japão. Contudo, o seu principal interesse eram os estudos de campo sobre aves; entre outras contribuições de relevo, fez o primeiro registo da nidificação do carriço-dos-pântanos, a espécie Acrocephalus palustris, em Kent.
Era um dotado artista no desenho de aves. Uma obra ilustrada sobre as aves da França que planeara foi interrompida pela Segunda Guerra Mundial e nunca chegou a ser completado, sendo apenas parte publicado em como Birds of the Riviera em 1926.
Os seu diários de 1916–1918 registam as suas experiências durante a Grande Guerra e as suas observações de aves feitas quando não estava de serviço, com muitos esboços feitos por detrás das linhas de trincheiras do norte da França. Os seus diários de guerra foram publicados e estão repletos de esboços feitos a lápis mostrando aves, pessoas e paisagens.
As observações que obteve perguntado a pilotos que voavam nas imediações da frente, incluindo Charles Portal, sobre a altitude a que observavam aves em voo, resultados que publicou num curto artigo que saiu a público após a Guerra.
Foi membro da British Ornithologists' Union durante um período recorde de 81 anos.
Após o termo da Primeira Guerra Mundial, o seu interesse pela ornitologia migrou progressivamente para a horticultura como principal interesse de Collingwood Ingram. Criou um magnífico jardim em The Grange, em Benenden, e dedicou-se à colecta de plantas em diversas regiões do mundo. As suas viagens de colecta de plantas mais importantes foram realizadas ao Japão em 1926 e à África do Sul em 1927.
Por volta de 1926, era considerado uma das maiores autoridades mundiais em cerejeiras japonesas, sendo nesse ano convidado a ser orador numa reunião plenária da Sociedade das Cerejeiras do Japão sobre a árvore nacional daquele país. Foi durante essa visita que lhe foi mostrado uma pintura de uma bela cereja branca, então considerada extinta no Japão. Nessa pintura reconheceu uma planta que vira em estado moribundo num jardim de Sussex, resultado de uma introdução precoce do Japão muitas décadas antes. Recolheu material de enxertia e foi assim capaz de reintroduzir a espécie no mundo da jardinagem como a cerejeira "Taihaku", nome que significa "grande-cerejeira-branca". A sua obra de 1948 intitulada Ornamental Cherries (Cerejeiras ornamentais) é considerada uma obra padrão sobre a matéria.
Em março de 2016, um livro sobre sua contribuição para a sobrevivência das cerejas japonesas foi publicado no Japão. O autor é Naoko Abe, o editor Iwanami Shoten. Uma versão da obra em inglês, com o título Cherry Ingram: the Englishman who saved Japan's Blossoms foi lançada em março de 2019 junto com a versão americana intitulada The Sakura Obsession. A obra relata o papel importante, quase central, das cerejeiras na história e na cultura do Japão e descreve a contribuição de Ingram para a sua preservação. No seu trabalho de horticultura introduziu muitas cerejeiras japonesas e outras espécies de cerejeras no Reino Unido, tendo criado vários híbridos.
Ingram introduziu nos jardins europeus várias espécies e seus híbridos, incluindo Prunus × incam ‘Okamé’ (Prunus incisa × Prunus campanulata), Rubus × tridel ‘Benenden’ (Rubus deliciosus × Rubus trilobus) e o rosmaninho ‘Benenden Blue’, uma variedade natural de Rosmarinus officinalis que colectou na Córsega. Também produziu vários híbridos de espécies dos géneros Rhododendron e Cistus. Uma alameda de cerejeiras da variedade 'Asano' por ele desenvolvida é uma das atracções dos Kew Gardens.
Como um de muitos actos de generosidade por ele praticados, ofereceu uma planta de cerejeira para plantar no jardim de cada um dos chalés de Walkhurst, em Walkhurst Road, Benenden. Uma das cerejeiras resultantes ainda está de pé nesta estrada.